# Orańczyce
Orańczyce (biał. Аранчыцы; ros. Оранчицы) – wieś na Białorusi, w obwodzie brzeskim, w rejonie prużańskim, w sielsowiecie Linowo, przy drodze republikańskiej . Obecnie w skład miejscowości wchodzi również Linóweczka, będąca dawniej osobną wsią.
W dwudziestoleciu międzywojennym leżały w Polsce, w województwie poleskim, w powiecie prużańskim.
Znajduje się tu parafialna cerkiew prawosławna pw. Podwyższenia Krzyża Pańskiego oraz stacja kolejowa Orańczyce, położona na linii Moskwa - Mińsk - Brześć.